# Calamodes
Calamodes là một chi bướm đêm thuộc họ Geometridae.

## Các loài
- Calamodes occitanaria (Duponchel, 1829)
- Calamodes subscudularia (Turati, 1919)